# Bryum gemmiparum
Bryum gemmiparum és una espècie de molsa de la família de les briàcies, present als Països Catalans.

## Descripció
És una molsa que forma gespes de color grogós a bru-verdós més o menys compactes de fins a 3 centímetres d'alçada. Els rizoides són de color marró lleugerament papil·losats. Presenta uns caulidi poblats de fil·lidis ovats, còncaus obtusos o lleugerament aguts, de disposició erectopatent en estat humit i imbricats en estat deshidratat. Els nervis són percurrents o evanescents sota l'àpex. Presenta bulbils (estructures de propagació) a les axil·les del fil·lidis de 250-700 µm, ocasionalment presenten gemmes rizoïdals de color marró clar de 100-150 µm. És una espècie dioica i generalment és estèril.

## Distribució i ecologia
És una espècie termòfila que habita roques o sòls calcaris de la vora de rierols o surgències d'aigües càlcaries. Espècie força comuna al Principat (Pirineus, Depressió Central i Serralades Costaneres), País Valencià i Menorca.